# Лайфлоггинг
Лайфло́ггинг — (англ. life-logging, от life и log — «жизнь» и «журнал») — автоматическое фиксирование повседневной жизни человека на цифровой носитель с использованием портативных компактных (носимых) технических устройств и систем.

Эволюция лайфлог-камеры

Лайфлоггер — человек, документирующий свою повседневную жизнь с помощью носимых цифровых устройств, часто для того, чтобы затем выложить эти данные в сети интернет в своем собственном блоге, который принято называть лайфлогом.

## История возникновения
Термин «лайфлоггинг» был введен исследователем Microsoft Research Гордоном Беллом.
Впервые идея лайфлоггинга возникла ещё в 1940-х годах. В 1945 году американский учёный Вэнивар Буш опубликовал статью под названием «As We May Think», в которой делился идеей о создании миниатюрной фотокамеры, закреплённой на лбу. Такая камера, по мнению Буша, была бы полезной при работе в лаборатории и позволяла бы ученому фотографировать все, что он посчитает нужным. Для манипуляции огромными массивами собранной информации он предлагал использовать так называемый «мемекс» (от memory extender, то есть расширитель памяти) — сложнейшее электромеханическое устройство, похожее на большой стол, начинённый микрофильмовыми проекторами и камерами.
Первым «лайфлоггером», тем не менее, называют профессора из Торонтского университета Стива Мэнна — изобретателя носимых компьютеров и активного пользователя цифровых очков EyeTap. В 1994 году он начал круглосуточно транслировать в интернете данные о своей повседневной жизни, используя для записи компактную носимую камеру. В 1998 году Мэнн запустил сообщество лайфлоггеров (также лайфблоггеров или лайфглоггеров), которое разрослось до 20,000 членов.
Вскоре у Мэнна появилось множество последователей. Одна из них — американская студентка Дженнифер Рингли — в 1996 году запустила блог JenniCam, где каждые три минуты появлялись изображения, автоматически фиксируемые веб-камерой, установленной Рингли в её собственной спальне. Сайт просуществовал до 2003 года и не раз подвергался критике за то, что подчас содержал откровенные снимки. В декабре 1999 года в рамках арт-эксперимента «We Live In Public» сайт HereAndNow.net запустил круглосуточные трансляции о повседневной жизни нью-йоркских художников, которые продолжались до 2001 года. В отличие от JenniCam, данный лайфлог использовал видео и аудиозапись сравнительно лучшего качества. В 2000 году Митч Мэддокс из Техаса (более известный как DotComGuy) запустил собственный эксперимент — с 1 января 2000 года он на протяжении года не выходил из дома, его личная жизнь фиксировалась с помощью камер и транслировалась в интернете. К середине 2000-х подобные эксперименты стали массовым явлением — в 2002 году директор медиа-лаборатории Массачусетского технологического института Джой Ито создал первый «моблог», содержащий контент, размещаемый в сети с помощью мобильных устройств.
В 2004 году эксперимент с записью цифровых данных о своей жизни под названием MyLifeBits запустил исследователь Microsoft Research Гордон Белл. Белл начал сохранять на цифровом носителе все данные о своей жизни — документы, фото, аудио, видео. Он также использовал геотрекер, сохраняющий данные о его перемещениях. В ходе 15-летнего научно-исследовательского проекта он накопил 150 тысяч фото, 750 тысяч оцифрованных страниц текста и 20 тысяч сообщений электронной почты.
Главная цель лайфлоггинга, по мнению его адептов — не позволить событиям из повседневной жизни ускользнуть от хрупкой человеческой памяти. В последние годы, с растущей популярностью и доступностью смартфонов и планшетных компьютеров, а также с развитием функционала социальных сетей, прослеживается явная тенденция круглосуточной документации повседневной жизни пользователей. Яркие примеры тому — использование водителями видеорегистраторов, популярность приложений Instagram и Foursquare, а также «хроника» в Facebook.

## Виды устройств
Сегодня существует множество миниатюрных носимых устройств, автоматически фиксирующих происходящее вокруг — например, очки Google Glass, Vuzix, EyeTap. Другие устройства носятся на шее — такие, как Memoto Narrative Clip и Microsoft SenseCam.

## Критика
Лайфлоггинг имеет ряд серьезных недостатков и вызывает множество вопросов в сфере этики. Во-первых, он ставит под угрозу само понятие приватности, так как существует возможность утечки персональных данных пользователей. Производители лайфлог-устройств могут располагать частной информацией пользователя и даже использовать её в своих целях. Например, информация о том, на какую наружную рекламу и вывески пользователь обращает больше внимания, может быть передана корпорациям, которые, в свою очередь, смогут использовать все собранные данные для трансляции рекламы, беспрецедентной по уровню таргетирования.
Тот факт, что пользователь может записывать и фотографировать окружающих его людей без разрешения, также поднимает ряд серьезных этических вопросов. Неуместное использование таких устройств, как, например, Google Glass, неоднократно вызывало агрессию со стороны незнакомцев.
Некоторые модели лайфлог-устройств негативно влияют на физические здоровье и психику людей. Очки EyeTap, к примеру, могут вызывать головные боли и проблемы со сном. Стив Мэнн признается, что после чрезмерного использования очков он испытывает тошноту и «чувствует себя незащищенным и будто раздетым».